# Henry Potez
Henry Potez (n. 30 septembrie 1891, Méaulte, communauté de communes du Pays du Coquelicot⁠(d), Franța – d. 9 noiembrie 1981, Paris, Île-de-France, Franța) a fost un industriaș aeronaut francez.
A studiat la Școala Franceză de Aeronautică Supaéro. Cu Marcel Dassault, el a fost inventatorul elicei Potez-Bloch care, după 1917, a fost pusă pe majoritatea avioanelor aliate ale Primului Război Mondial.
În 1919, și-a fondat propria companie, Aviations Potez, care, între războaie, a construit multe avioane și hidroavioane, în fabrici considerate la acea vreme cele mai moderne din lume. A cumpărat compania Alessandro Anzani în 1923. Multe avioane Potez, precum Potez 25, 39, 54, 62, 63, au avut un succes internațional, stabilind recorduri mondiale.
Pe parcursul a douăzeci de ani, 7.000 de avioane au părăsit liniile de producție. Patruzeci de prototipuri au fost proiectate și mai mult de douăzeci au trecut la producție - acest lucru a fost remarcabil la acea vreme.
În 1936, fabricile sale, considerate strategice, au fost naționalizate de guvernul Frontului Popular Francez.
După cel de-Al Doilea Război Mondial, departamentul de inginerie Potez a proiectat Magister, un avion cu două scaune cu două motoare de antrenament, care a avut un mare succes. Lansat în 1952 și mai cunoscut sub numele de Fouga Magister, acest avion a fost folosit de numeroase forțe aeriene.